# Праздник имени Великой Египетской царицы любви Клеопатры
Праздник имени Великой Египетской царицы любви Клеопатры — двухдневная арт-акция, проведённая в Ростове-на-Дону в 1989 году силами товарищества «Искусство или смерть» с привлечением художников, поэтов, музыкантов и бомжей, обитавших на ростовском железнодорожном вокзале.

## История акции
Арт-акция состоялась 10 и 11 ноября 1989 года в выставочном павильоне строительного треста «ГлавСевКавСтрой» (парк Строителей), именуемом в просторечии «Стекляшкой». Инициатором и главной движущей силой проекта был Сергей Тимофеев, художник товарищества «Искусство или смерть» и отец-основатель группы «Пекин Роу-Роу».

«Я не бросил рисовать и продолжаю мыслить как художник — пластически. Но помимо кистей, красок, каких-то жестянок, фотографий есть ещё и музыка, и слова. И всё это можно коллажировать. Собственно, это и было первой попыткой ранних концертов „Пекина“. Первый концерт мы решили посвятить памяти египетской царицы любви Клеопатры. И там осуществление всей этой музыки должно было проходить в определённых декорациях, в определённом пространстве. Такие спектакли всегда по своей сути непредсказуемы. Идея, как я и сказал, состояла в коллажировании определённых декораций — как изобразительного ряда, так и через определённую музыку и как звукового. А сама основная суть идеи — это создание определённого праздника. Причём какого-то провинциального и совершенно непредсказуемого среди зрителей. Потому что туда были приглашены массы людей, включая городских сумасшедших, у которых совершенно непредсказуемые импульсы. И потому ожидать можно было что угодно. На самом деле всё было элементарно просто: создать некий такой фестивалишко, такое празднество, на котором бы люди просто „оттянулись“» — С. Тимофеев, 1991.

«Между тем, Тимофей и товарищи, судя по всему, готовились к мероприятию серьёзно. Специально к празднику была написана песенка „Клеопатра, мы хотим тебя любить — воу оу“, разработана сценография площадки, придуман концепт („радикальный праздник для народа“: в качестве участников приглашены бомжи, обитающие в районе ж/д вокзала); было даже произведено публичное политическое „позиционирование“ акции: организаторы заявили, что „Клеопатра“ — это хэппининг, который проводит группа „левых“ художников».
 — А. Бражкина, 2010.

«„Я нюхаю тебя, а ты нюхаешь сирень…“ — пел Тима, извиваясь вокруг стойки. Увы, ПЕКИН пока ещё явление не музыкальное, но весьма откровенное действо и тёплая энергия — признаки будущего. Один художник сказал: „За что бы не взялся Серёга, всё будет в кайф“. Теперь он взялся стать музыкантом и это будет новая эра донской рок-волны» — В. Посиделов, 1989.

Сценография акции — Сергей Тимофеев, Юрий Шабельников. Спонсором акции выступило ростовское предприятие «Хад-Дон».

## Афиша
Студенческий клуб РГУ и товарищество «Искусство или смерть» проводят праздник имени Великой Египетской царицы любви Клеопатры.
В программе:
Товарищество «Искусство или смерть» с энвайронментом «Любовь не бросишь мордой в снег апрельский», «Заозёрная школа» с акцией «Ховайся!», выступления музыкальных групп и сообществ: «Элен», «Пекин Роу-Роу», «Театр Менестрелей», «Карма», «Т!НН», а также загадочные убийства, сеансы массового психоза, мороженое, напитки, танцы, случайные связи, ещё — «Театр 69» и пр., и пр.
10 и 11 ноября, с 18.00, в парке Строителей, в выставочном павильоне.

## Участники
- «Искусство или смерть» с энвайронментом «Любовь не бросишь мордой в снег апрельский»
- «Заозёрная школа» с акцией «Ховайся!»
- Геннадий Жуков[8]
- Группа «Пекин Роу-Роу» (Ростов-на-Дону)
- Группа «Герои Союза» (Краснодар)
- Группа «Пыршество дэмонов» / «Зазеркалье» (Ростов-на-Дону)
- Группа «Третий этаж» (Белая Калитва)
- Бомжи[8]